# Art+Auction
Ne doit pas être confondu avec Art et Action.

Art+Auction est un magazine sur les arts publié à New York par Louise Blouin Media.     
D'une périodicité mensuelle, Art+Auction est lancé en 1979 et a un tirage d'environ 20 000 exemplaires. 